# 堀柳女
堀 柳女（ほり りゅうじょ、1897年8月25日- 1984年12月9日）は、日本の衣装人形作家。本名は山田 松枝。重要無形文化財「衣装人形」保持者（人間国宝）。

## 来歴
旧佐倉藩士柿内家の三女として、東京都港区に生まれる。幼くして生父を失い、堀家の養子となるが、養父も女学校入学後に死去する。1919年、荒井紫雨に日本画を学び、竹久夢二の書生としてアトリエに出入りする。ここでしんこ細工に着想を得た人形作りを始める。
1930年、竹久夢二らと人形制作グループ「どんたく社」を結成し、 第1回人形展を銀座資生堂で開催、「袖」「幌馬車」を出品する。1933年、銀座三越で第1回個展を開く。1934年、野口光彦、鹿児島寿蔵らと「甲戌会」を結成。1936年、第1回帝国美術院展に初入選。1937年、第1回新文展で入選。同年から1943年まで、人形塾を経営した。1949年、第5回日本美術展に「静思」を出品し特選。1950年、女性初の日展審査員となる。1955年、重要無形文化財「衣装人形」保持者に認定。1967年、紫綬褒章。1973年、勲四等瑞宝章。
著書に『人形に心あり』『堀柳女人形』がある。

## 主な作品
- 「袖」
- 「幌馬車」
- 「文殻」
- 「宇治の川舟」
- 「鳥追舟」
- 「怒る濤和む波」
- 「後宮」
- 「静思」
- 「彩雲」
- 「木花開耶姫」
- 「瀞」
- 「古鏡」
- 「鉦鼓」
- 「黄泉比良坂」
- 「太陽に遊ぶ」
- 「竹取物語」
- 「縁日」
- 「うつらうつら」